# Kollagen-Typ 4α4
Kollagen Typ IV, alpha 4, auch bekannt als Alpha-4-Typ-IV-Kollagen, ist ein netzbildendes Kollagen, das im menschlichen Organismus vom Gen COL4A4 codiert wird. Typ-IV-Kollagen-Proteine sind integrale Bestandteile der Basalmembran, genauer der Lamina densa. 

## Geschichte
Mariyama et al. fanden im Jahr 1992 durch Analysen von somatischen Zellhybriden und In-situ-Hybridisierung heraus, dass COL4A3 und COL4A4 denselben Genlocus besitzen (2q35–q37). Im selben Jahr kam eine genauere Lokalisierung des Gens von Kamagata et al. bei Verwendung eines humanen genomischen DNA-Fragments für die In-situ-Hybridisierung, die einen Genlocus von 2q35–q37.1 konstatierten.

## Funktion
Typ-IV-Kollagene sind hauptsächliche Bestandteile der glomerulären Basalmembran (GBM). Dabei bilden sie Maschendraht-Netzwerke (engl. chicken-wire meshworks) zusammen mit Laminine, Proteoglykane und Entactin/Nidogen.

## Genstruktur
Die Gene von COL4A3 und COL4A4 befinden sich auf codogenen Strängen des Chromosoms 2 und werden in entgegengesetzten Richtungen transkribiert. Das erste Exon vom Gen COL4A3, welches den Translationsstartpunkt enthält, wird durch die ersten zwei Exons des Gens COL4A4 um 372 und 5 kb separiert. Die Promotorregion, die von beiden Genen benutzt wird, ist aus dichten CpG-Dinukleotiden, GC-Boxen, CTC-Boxen und einer CCAAT-Box zusammengesetzt, beinhaltet aber keine TATA-Box.

## Erkrankungen
Mutationen in diesem Gen werden mit dem autosomal-rezessiven Alport-Syndrom (hereditäre Glomerulonephritis) und der familiären harmlosen Hämaturie (Nephropathie vom Typ der dünnen Basalmembran) in Verbindung gebracht.